# 경기도립과천도서관
경기과천교육도서관은 경기도 과천시 소재의 도립 도서관이다.

## 연혁
- 1984-02-24 개관